# Локомотив (Септември)
Вижте пояснителната страница за други значения на Локомотив.
Локомотив е български футболен клуб от град Септември.  Основан е през ноември 1945 г. като железничарско спортно дружество "Локомотив" при тогавашната гара Сараньово (дн. град Септември). 
Първата футболна среща е проведена на 25 ноември 1945 г. в гара Кричим (дн. град Стамболийски), където Локомотив (Сараньово) побеждава местния отбор "Атанас Спиридонов" с 4:1.

## История на футбола в Септември
През 1924 година Кольо Паланков от София, Тодор Тотев, Филип Филипов, Борис Лазаров и Стефан Спасов първи започват да бягат по топката на импровизирано игрище, намиращо се зад старата гара Сараньово. През следващата година Атанас Лазаров, Любен Йовчев, Асен Кузев, Атанас Мърмаров и всички ученици от гимназията в Пазарджик, заедно с местни запалени младежи основават ФК „Ботев“ Септември. Първите ентусиасти играели на игрището, намиращо се на мястото БКС. През тези първи години не може да се говори за някакво организирано участие в първенство или турнири. По важното е, че любовта на тези младежи към Футбола не отслабва от липсата на условия, а напротив – засилва се. В следващите години група машинисти се обособяват в отделен отбор. Съревнованието между двете формации води до сливането им в едно и те му дават името „Локомотив“. Срещите се провеждат на игрището, което споменах по-горе до 1940 година. След което игрището се премества на мястото, където сега се намира площатката на новия ДАП. Но и там мястото е неподходящо и през 1944-45 година се създава игрище, на което сега е разположен днешния стадион. В по-ново време отборът играе първенствата на региона, след това в някогашните големи зони. През годините в този клуб са играли доста футболисти. От тях има имена, които оставиха следа, не само в историята на клуба, но и в историята на българския Футбол. Първият, който опитва късмета си в реномиран отбор е Атанас Дичев. Той заиграва в „Локомотив“ Пд. Следва Гугалов. Като ученик в Пловдив той играе в Ударник Пловдив, а след това в Славия. Той е първият израсъл в клуба, който играе в националния отбор. Следващият е Иван Кънчев. Като войник той играе в софийския Спартак, а след като се уволнява го привличат в Локомотив Пловдив, а от там и в национала. Следващото име оставило диря в българския фубтол е Петко Петков. Той преминава през Родопа и акостира в Берое. Влиза в националния отбор и е първият Футболист трансфериран в чужбина. След пауза от няколко години по неговите стъпки тръгва Георги Василев. Той стига до „Берое“. От новото поколение от клуба израстват Георги Карушев, Спас Попов (Спартак Плевен), Юлиян Джевизов, Здравко Лазаров. Последният е представител на младото поколение, създадено в ДЮШ на клуба. В школата на клуба има доста талантливи деца, които ще потърсят развитие по-нагоре в пирамидите на родния футбол.
„Локомотив 1925“ (Септември), 7-и през сезон 2010/11, се обединява с
новосформирания общински клуб „Хебър 2011“ (Пазарджик). Новият отбор е „Хебър
2011“ (Пазарджик) .